# 滅相も無い
『滅相も無い』（めっそうもない）は、毎日放送の「ドラマイズム」枠にて、2024年4月17日（16日深夜）から6月5日（4日深夜）まで放送されたテレビドラマ。脚本・監督は加藤拓也、出演は中川大志、染谷将太、上白石萌歌、森田想、古舘寛治、平原テツ、中嶋朋子、窪田正孝、堤真一。
巨大な「穴」が突然現れた日本を舞台に、穴を神と信仰する教祖とその信者となった8人の男女があるリゾート施設に集まり、穴に入る前にお互いの人生を語り合う姿を描く。演劇と映像の手法を組み合わせて作り上げたSFヒューマンドラマ。

## あらすじ
ある日、日本に突然7つの巨大な「穴」が都会の真ん中に現れ、人々を混乱に陥れる。政府により、立ち入り制限が設けられて3年余りの間さまざまな調査が行われた。
しかし、穴の正体は不明のまま調査は打ち切られ、立ち入り制限は解除された。その間、穴に入った者も大勢いたが、帰ってきた者は1人もいない。
やがて、“穴”の教祖小澤が現れ、「穴の中には救済がある」と説き、穴を神と崇め始める。小澤のもとに怒れない川端たち8人が集まってきて信者となり、リゾート施設に集まる。
川端たちは順番に穴に入ろうとするが、小澤が話すルールでは、穴に入る前に「なぜ入ろうと思ったか」を話し、記録しなければならないという。そして入る予定が一番早い川端から話すことになり、思い出す菅谷が記録し、他の6人は川端の話に耳を傾けていく。

## キャスト

### 主要人物
怒れない川端〈20代〉
演 - 中川大志
幼い頃から怒り方が分からない大学生の男性。教祖・小澤に怒り方をアドバイスしてもらう。
思い出す菅谷〈30代〉
演 - 染谷将太
小学生の頃の初恋の女性と何度か偶然の再会をする男性。
田舎暮らしの松岡〈20代〉
演 - 上白石萌歌
バイト先のオルゴール記念館で不思議な体験をする女性。
帰国生の青山〈21〉
演 - 森田想
イギリスで生まれ育った女性。両親は日本人。バレエを習っていたが辞めさせられている。
取り返しがつかない渡邊〈54〉
演 - 古舘寛治
司法試験に連続で不合格の男性。家族から借金している。
起業家の真吾〈40代〉
演 - 平原テツ
SNSビジネスで成功も、大手ホテルから不当な扱いを受ける。
好奇心の井口〈50代〉
演 - 中嶋朋子
高校時代に交際した同級生が行方不明となり、連絡がつかない女性。
夢うつつの岡本〈30代〉
演 - 窪田正孝
小学生の時に祖母の家で夢と現（うつつ）の境が分からなくなる体験をする男性。
“穴”の教祖小澤
演 - 堤真一
「穴の中には救済がある」と説き穴を神と信仰する団体の教祖。

### 語り手の人生にまつわる登場人物
- 秋元龍太朗[1]、安藤聖[1]、鳥谷宏之[1]、中山求一郎[1]、宮田早苗[1]、安川まり[1]

以上6名のキャストで両親や友人など約150の役をこなす。スタジオキャスト。

### 美術
- UNCHAIN[5]

ドラマ内の背景の「美術」として本人役で出演し、キャストの芝居に合わせた音楽を奏でる。

## スタッフ
- 監督・脚本 - 加藤拓也[6]
- 企画・プロデュース - 上浦侑奈（毎日放送）[6]
- 音楽 - UNCHAIN[5]
- 主題歌 - クリープハイプ「喉仏」（UNIVERSAL SIGMA）[2][6]
- ナレーション - 津田健次郎[1]
- プロデューサー - 戸倉亮爾（AX-ON）、林田むつみ（MEW）[6]
- 制作プロダクション - AX-ON[6]
- 協力プロダクション - ウインズモーメント[6]
- 製作 -「滅相も無い」製作委員会、毎日放送[6]

## 放送日程
| 話数      | 放送日  | サブタイトル |
| --------- | ------- | ------------ |
| Chapter I | 4月17日 | 川端         |
| Chapter Ⅱ | 4月24日 | 菅谷         |
| Chapter Ⅲ | 5月01日 | 松岡         |
| Chapter Ⅳ | 5月08日 | 青山         |
| Chapter V | 5月15日 | 渡邊         |
| Chapter Ⅵ | 5月22日 | SHINGO       |
| Chapter Ⅶ | 5月29日 | 井口         |
| Chapter Ⅷ | 6月05日 | 岡本         |

## 放送局
| 放送期間               | 放送時間                     | 放送局    | 対象地域   | 備考   |
| ---------------------- | ---------------------------- | --------- | ---------- | ------ |
| 2024年4月17日 - 6月5日 | 水曜 0:59 - 1:29（火曜深夜） | 毎日放送  | 近畿広域圏 | 製作局 |
|                        | 水曜 1:28 - 1:58（火曜深夜） | TBSテレビ | 関東広域圏 |        |

### ネット配信
| 配信開始月 | 配信サイト    | 配信料金     | 備考       |
| ---------- | ------------- | ------------ | ---------- |
| 2024年4月  | MBS動画イズム | 広告付き無料 | 見逃し配信 |
| 2024年4月  | TVer          | 広告付き無料 | 見逃し配信 |
| 2024年4月  | Netflix       | 定額制有料   |            |